# Erginulus erectispinus
Erginulus erectispinus is een hooiwagen uit de familie Cosmetidae.